# Mitch Daniels
Pour les articles homonymes, voir Daniels.
Mitchell Elias Daniels, Jr., né le 7 avril 1949 à Monongahela (Pennsylvanie), est un homme politique américain d'origine syrienne, membre du Parti républicain et gouverneur de l'Indiana du 10 janvier 2005 au 14 janvier 2013. Depuis 2013, il est directeur de l'Université Purdue.

## Biographie

### Enfance et études
Mitch Daniels est né le 7 avril 1949 à Monongahela en Pennsylvanie. Il est diplômé en affaires internationales en 1971 de l'université de Princeton et d'une licence de droit en 1979 de l'université de Georgetown. 

### Carrière

#### Première carrière politique
Daniels commence sa carrière politique auprès du maire d'Indianapolis, le républicain Richard Lugar qu'il suit en 1977 au Congrès durant huit années en tant que chef de bureau. Il occupe également diverses fonctions officielles au sein de l'administration de Ronald Reagan. 

#### Dans le secteur privé
En 1987, Daniels revient en Indiana en tant que dirigeant exécutif de l’Hudson Institute jusqu'en 1990 où il rejoint l'entreprise pharmaceutique Eli Lilly and Company.

#### Seconde carrière politique
En janvier 2001, Daniels est nommé par le président George W. Bush, directeur du Bureau de la gestion et du budget (Office of Management and Budget, OMB) devenant alors membre du Conseil de sécurité nationale. Il prend son poste à l'OMB alors que le budget y est excédentaire de 236 milliards de dollars par an et le quitte en 2003 avec un déficit de 400 milliards de dollars.

#### Gouverneur de l'Indiana
Le 2 novembre 2004, Daniels est élu gouverneur de l'Indiana avec 55 % des votes contre 45 % au gouverneur démocrate sortant Joe Kernan. Le 18 janvier 2005, peu après son entrée en fonction, Daniels annonce un contrôle strict de l'augmentation des dépenses de l'État et propose un accroissement supplémentaire de 1 % des impôts sur les revenus supérieurs à 100 000 de dollars. 
En décembre 2005, avec un taux d'approbation de 42 % (contre 51 % d'opinions négatives), il n'arrive qu'en 40e position en termes de popularité parmi les cinquante gouverneurs du pays.
Le 4 novembre 2008, Daniels est réélu gouverneur avec 58 % des suffrages contre le démocrate Jill Long Thompson. Il achève son second mandat le 14 janvier 2013, date de l'investiture de son successeur et futur vice-président Mike Pence.